# Jaka Kolenc
Jaka Kolenc, slovenski nogometaš, * 23. februar 1994, Nova Gorica.
Kolenc je profesionalni nogometaš, ki igra na položaju vezista. Od leta 2023 je član poljskega kluba Podbeskidzie. Ped tem je igral za slovenske klube Gorico, Brda in Tolmin ter poljski Chrobry Głogów. Skupno je v prvi slovenski ligi odigral 112 tekem in dosegel tri gole.